# Fleur Wallenburg
Fleur Gillian Maria Wallenburg (Dordrecht, 8 maart 1983) is een Nederlandse presentatrice en voormalige nieuwslezeres. Wallenburg las van 2006 tot 2015 het nieuws voor NOS op 3 op de publieke popzender 3FM en viel in als presentatrice van het nieuwsprogramma BNN Today op Radio 1. In 2020 en 2021 presenteerde ze 's-zaterdags geregeld het Radio 1 Journaal. Tegenwoordig presenteert ze van maandag tot en met donderdag Nieuws en Co.
Wallenburg was een van de vaste nieuwslezers van het programma GIEL op 3FM.
In 2005 won Wallenburg op het RTV Festival in Bussum de eerste prijs in de categorie 'Presentatietalent'. In 2008, 2009 en 2011 was zij genomineerd voor een Radiobitches Award, een prijs voor vrouwelijke radiomakers. In alle jaren was zij genomineerd in de categorie 'Beste Nieuwslezer'. In 2009 en 2011 won zij de prijs. In november 2015 maakte ze bekend te stoppen als nieuwslezer.

## Trivia
- Op 27 maart 2014 presenteerde Wallenburg het ochtendprogramma van Giel Beelen. Beelen was die ochtend de nieuwslezer. De rolverwisseling was een cadeau van Beelen aan Wallenburg ter gelegenheid van haar verjaardag.